# チマルテナンゴ県
チマルテナンゴ県（チマルテナンゴけん、スペイン語: Departamento de Chimaltenango）は、グアテマラの県。県都はチマルテナンゴである。
人口は2000年の推計で44.8万人。そのほとんどがカクチケル族の後裔でしめられる。総面積は1979平方キロ。
主要都市にはチマルテナンゴに加え、陶磁器で知られるサンタ・アポロニア、サン・フアン・コマラパ、6月に大掛かりな聖体の祝日のイベントが行われるパツンなどがある。イシムチェやミスコ・ビエホをはじめとするマヤ文明の遺跡も数多い。
県内では複数の人道支援団体が活動している。グアテマラの先住民の子供たちに高等教育を提供するローズ教育財団の本拠地でもある。

## 隣接する県
東で首都グアテマラシティを擁すグアテマラ県およびサカテペケス県と、北でキチェ県およびバハ・ベラパス県と、南でエスクイントラ県およびスチテペケス県と、西でソロラ県とそれぞれ接する。チマルテナンゴとグアテマラシティの距離は54kmほどある。

## 下位行政区
下記の16市からなる。
1. アカテナンゴ市 (Acatenango)
2. チマルテナンゴ市 (Chimaltenango)
3. エル・テハール市 (El Tejar)
4. パラーモス市 (Parramos)
5. パツィシア市 (Patzicía)
6. パツン市 (Patzún)
7. ポチュタ市 (Pochuta)
8. サン・アンドレス・イツァパ市 (San Andrés Itzapa)
9. サン・ホセ・ポアキル市 (San José Poaquil)
10. サン・フアン・コマラパ市 (San Juan Comalapa)
11. サン・マルティン・ヒロテペケ市 (San Martín Jilotepeque)
12. サンタ・アポロニア市 (Santa Apolonia)
13. サンタ・クルス・ボラニア市 (Santa Cruz Balanyá)
14. テクパン・グアテマラ市 (Tecpán Guatemala)
15. エポカパ市 (Yepocapa)
16. サラゴサ市 (Zaragoza)